# Новомихайловка (Глибоківський район)
Новомиха́йловка (каз. Новомихайловка) — село у складі Глибоківського району Східноказахстанської області Казахстану. Входить до складу Секісовського сільського округу.
Населення — 135 осіб (2021; 256 у 2009, 268 у 1999, 268 у 1989).
Національний склад станом на 1989 рік:
- росіяни — 100 %